# Konstantin Kosaczew
Konstantin Iosifowicz Kosaczew, ros. Константин Иосифович Косачев (ur. 17 września 1962 we wsi Mamontowka, obwód moskiewski) – rosyjski dyplomata, polityk, deputowany do Dumy III, IV i V kadencji (od 1999).

## Życiorys
W 1984 ukończył studia w Moskiewskim Państwowym Instytucie Stosunków Międzynarodowych, a w 1991 studia podyplomowe w Akademii Dyplomatycznej MSZ ZSRR. Posiada stopień kandydata nauk prawnych.
W latach 1984–1998 pracował w służbie dyplomatycznej ZSRR i Rosji, m.in. w placówkach w Szwecji. W 1991 został I sekretarzem, a w 1994 radcą Ambasady Federacji Rosyjskiej w Sztokholmie. Po powrocie do kraju pracował w Departamencie Europejskim II MSZ jako szef wydziału ds. Szwecji i Finlandii, a następnie jako wicedyrektor ds. krajów północnoeuropejskich.
Od 1998 pełnił funkcję doradcy, a następnie zastępcy szefa Sekretariatu Przewodniczącego Rządu Federacji Rosyjskiej odpowiedzialnego za sprawy międzynarodowe. Z pracy w administracji rządowej odszedł w sierpniu 1999 po dymisji rządu Siergieja Stiepaszyna.
W 1999 został wybrany do Dumy III kadencji z listy bloku wyborczego „Ojczyzna – Cała Rosja”. Pełnił funkcje wiceprzewodniczącego frakcji „Ojczyzna – Cała Rosja”, a następnie „Ojczyzna – Jedna Rosja” i wiceprzewodniczącego komisji do spraw międzynarodowych. W 2003 uzyskał reelekcję jako kandydat partii Jedna Rosja. Objął kierownictwo komisji do spraw międzynarodowych. Cztery lata później po raz kolejny zdobył mandat deputowanego i ponownie został przewodniczącym komisji do spraw międzynarodowych. Zasiada we frakcji Jednej Rosji.
Od 2004 przewodniczy rosyjskiej delegacji do Zgromadzenia Parlamentarnego Rady Europy. Pełni również funkcję wiceprzewodniczącego Zgromadzenia.
Jest członkiem partii Jedna Rosja. Pełni funkcję zastępcy sekretarza Prezydium Rady Generalnej ds. międzynarodowych.

## Życie prywatne
Dzieciństwo spędził w Sztokholmie, gdzie jego ojciec pracował jako dyplomata. Żonaty, ma troje dzieci.